# Подсобное хозяйство санатория имени Артёма
Подсобное хозяйство санатория им. Артёма — посёлок в Московской области России. Входит в городской округ Химки.
Население посёлка составляет 49 чел. (2010 год).

## География
Посёлок Подсобное хозяйство санатория им. Артёма расположен в центральной части Московской области, на северо-западе округа, примерно в 15 км к северо-западу от центра города Химки и в 29 км к юго-востоку от города Солнечногорска, в 14 км от Московской кольцевой автодороги, рядом с федеральной автодорогой М10. На территории зарегистрировано садовое товарищество. Ближайшие сельские населённые пункты — деревни Елино и Чёрная Грязь.

## История
В 1994—2004 гг. посёлок входил в Искровский сельский округ Солнечногорского района, в 2005—2019 годах — в Лунёвское сельское поселение Солнечногорского муниципального района, в 2019—2022 годах  — в состав городского округа Солнечногорск, с 1 января 2023 года включён в состав городского округа Химки.

## Население
| 2002 | 2010 |
| ---- | ---- |
| 53   | ↘49  |